# Грос-Вюстенфельде
Грос-Вюстенфельде (нем. Groß Wüstenfelde) — община в Германии, в земле Мекленбург-Передняя Померания.
Входит в состав района Гюстров. Подчиняется управлению Мекленбургише Швайц. Население составляет 967 человек (2009); в 2003 г. — 709. Занимает площадь 26,61 км².

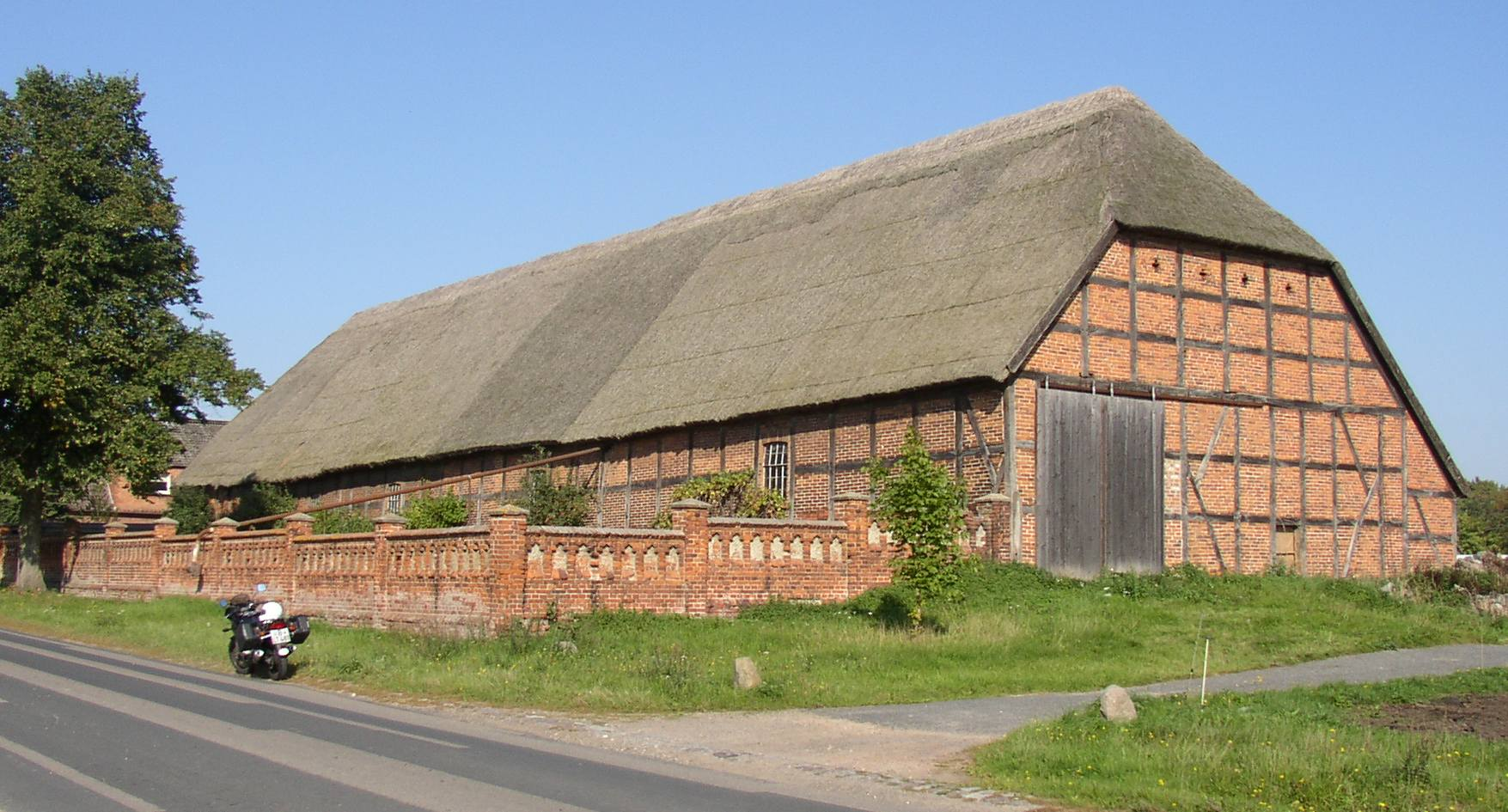
Грос-Вюстенфельде
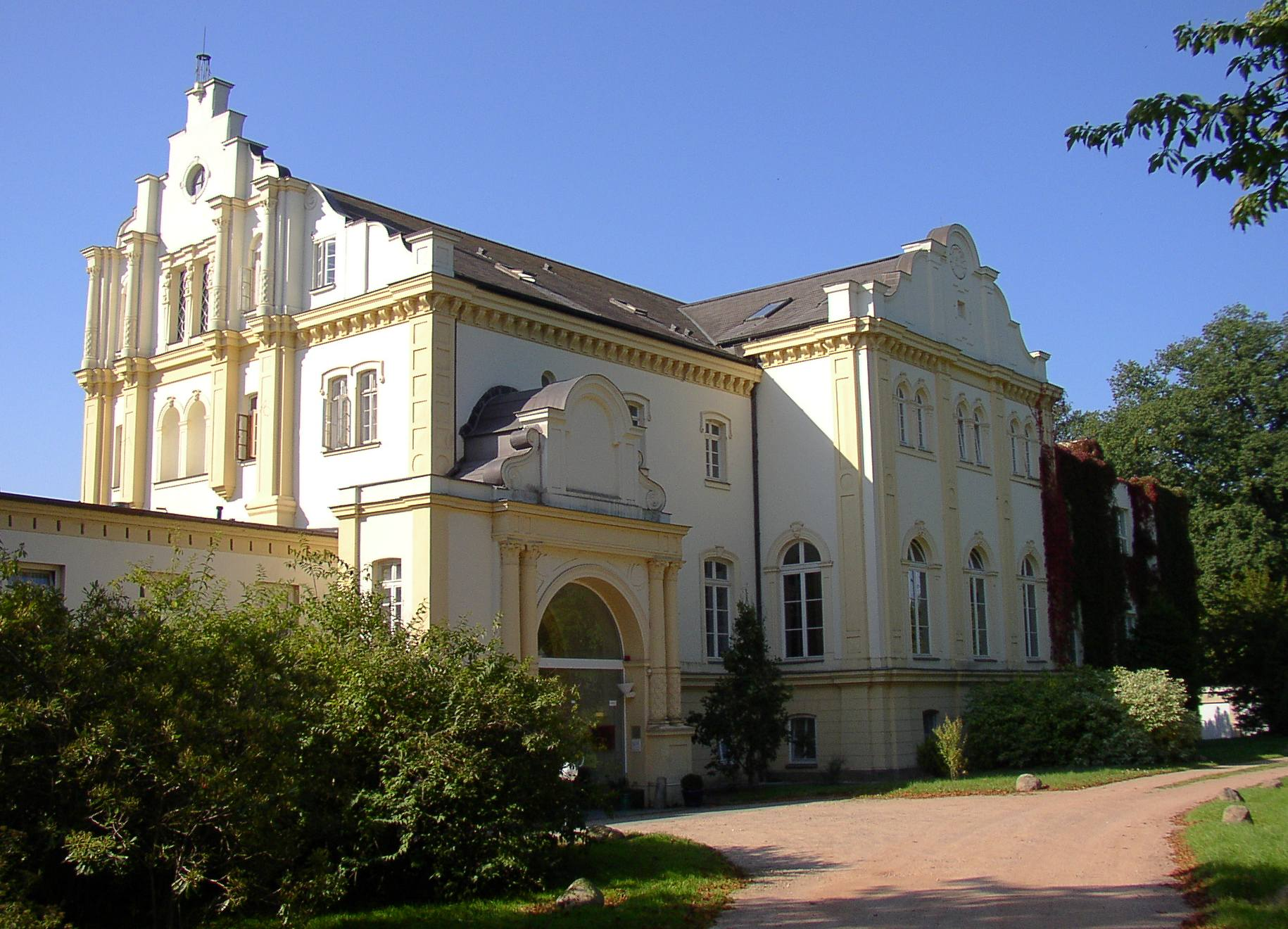
Замок